# 이나사촌
이나사촌(伊那佐村)은 나라현 북서부 우다군에 속해있던 촌이다. 쇼와 시대의 대합병에 따라 하이바라정의 일부가 되었다. 현재는 우다시의 일부에 해당한다.

## 역사
- 1889년 4월 1일 - 정촌제 시행에 의해 우다군 이나사촌이 성립하였다.
- 1954년 7월 1일 - 하이바라정에 편입해 소멸하였다.

## 교통

### 철도
- 일본국유철도
  - 사쿠라이선

## 참고문헌
- 大日本篤農家名鑑編纂所編『大日本篤農家名鑑』大日本篤農家名鑑編纂所、1910年。
- 高崎雅雄編『大日本医師名簿』光明社、1925年。